# NGC 2014
NGC 2014 је расејано звездано јато у сазвежђу Златна риба које се налази на NGC листи објеката дубоког неба.
Деклинација објекта је - 67° 41' 24" а ректасцензија 5h 32m 19,9s. Привидна величина (магнитуда) објекта NGC 2014 износи 9,0 а фотографска магнитуда 9,2. NGC 2014 је још познат и под ознакама ESO 56-SC146.